# نيكولاي تودوروف (لاعب كرة قدم)
نيكولاي تودوروف (بالبلغارية: Николай Тодоров - Кайзера)‏ هو لاعب كرة قدم ومدرب كرة قدم بلغاري في مركز الوسط، ولد في 26 سبتمبر 1964 في بلجق ‏ في بلغاريا. شارك مع منتخب بلغاريا لكرة القدم. أما مع النوادي، فقد لعب مع أنورثوسيس فاماغوستا وسسكا صوفيا وليفسكي صوفيا ونادي دوبرودزا دوبريتش ونادي كان ونادي لوكوموتيف صوفيا ونادي مونبلييه.

## وصلات خارجية
- نيكولاي تودوروف (لاعب كرة قدم) على موقع الاتحاد الأوربي (الإنجليزية)
- نيكولاي تودوروف (لاعب كرة قدم) على موقع اتحاد تركيا (لاعب) (الإنجليزية)
- نيكولاي تودوروف (لاعب كرة قدم) على موقع قاعدة بيانات كرة القدم.إي يو (الإنجليزية)
- نيكولاي تودوروف (لاعب كرة قدم) على موقع ناشيونال فوتبول تيمز (الإنجليزية)